# Нисиномия
Нисино́мия (яп. 西宮市 Нисиномия-си) — один из центральных городов Японии в префектуре Хёго на острове Хонсю, промышленный пригород города Осака. Посредством железной дороги соединяется с городами Осака и Кобэ.
Площадь города составляет 99,96 км², население — 487 329 человек (1 августа 2014), плотность населения — 4875,24 чел./км². Экономика включает в себя металлообрабатывающую, текстильную и пищевкусовую промышленность, а также оптическое и точное машиностроение.
В городе расположен лесной парк Кабутояма.
Город является местом действия аниме-сериала «Меланхолия Харухи Судзумии».

## известные люди из
- Мёи, Мина (Twice) (певица)
- Норика Фудзивара (актриса)
- Риофф Карма (рэпер)